# Charles Blavette
 (février 2018).
Pour les articles homonymes, voir Blavette.
Charles Blavette est un acteur français, né le 24 juin 1902 à Marseille et mort le 21 novembre 1967 à Suresnes (Seine).

## Biographie
Fils d'Ernest et de Léontine Blavette, Charles Ernest Jean Blavette voit le jour dans la ville phocéenne. Ferblantier, mais passionné de cinéma, il rencontre à Marseille Henri Poupon qui l'invite à prendre contact avec Marcel Pagnol, pour faire de la figuration dans son prochain film, Jofroi, tourné à La Treille, près de Marseille. Séduit par son jeu d'acteur, le réalisateur, son aîné de sept ans, lui propose plutôt le rôle important d'Antonin le paysan. Sa carrière est lancée. En 1935, après un deuxième film avec Pagnol, il obtient le premier rôle pour Toni de Jean Renoir.
Charles Blavette était très ami avec Fernandel, Aimos, et Jean Gabin. Il connaissait aussi très bien Raimu et Charpin. 
Il tourne en tout une cinquantaine de films avec les meilleurs réalisateurs, parmi lesquels, outre Marcel Pagnol et Jean Renoir, Jean Grémillon, Marc Allégret, André Cayatte, Henri-Georges Clouzot, Henri Verneuil, Robert Hossein. Il interprète le rôle de Tonin, alias d'Antoine, le paysan chasseur qui assiste le premier à la scène de tromperie entre le berger et La femme du boulanger (1938).
On lui doit également un recueil culinaire intitulé Ma Provence en cuisine, aux éditions France Empire.
Blavette est décédé le 21 novembre 1967, pendant le tournage de la série Jacquou le croquant de Stellio Lorenzi, où il incarnait Jansou, le paysan qui avait trahi et dénoncé le père de Jacquou. Il avait déjà tourné ses scènes des premier et deuxième épisodes, qui figureront dans la série, et il devait revenir au sixième épisode, lors de la vengeance de Jacquou devenu adulte, mais Blavette est décédé avant d'avoir pu tourner ses dernières scènes. À la suite de son décès, Stellio Lorenzi a intégré à l'épisode 4 une scène qui évoque Jansou agonisant, en ne montrant que sa maison, mais jamais l'acteur. Dans cette scène, Jacquou refuse de voir Jansou : il quitte brusquement le prêtre qui l'amenait à sa rencontre pour qu'il accorde son pardon au paysan.
Il était marié avec Françoise Mayol.
Il fut inhumé au cimetière de Rueil-Malmaison, mais sa dépouille est finalement transférée à l'ossuaire.

## Filmographie

### Cinéma
- 1933 : Jofroi de Marcel Pagnol : Antoine
- 1934 : Angèle de Marcel Pagnol : Tonin, le rémouleur
- 1935 : Toni de Jean Renoir : Toni, le paysan
- 1935 : Cigalon de Marcel Pagnol : le gendarme
- 1936 : La vie est à nous de Jean Renoir : Tonin
- 1937 : Regain de Marcel Pagnol : Jasmin Gaubert, le fils du forgeron
- 1937 : La Marseillaise de Jean Renoir : un Marseillais
- 1937 : Les Filles du Rhône de Jean-Paul Paulin : le sergent de ville
- 1938 : Le Schpountz de Marcel Pagnol : Martelette
- 1938 : La Femme du boulanger de Marcel Pagnol : Antonin
- 1938 : L'Étrange Monsieur Victor de Jean Grémillon : l'inspecteur
- 1939 : Le Dernier Tournant de Pierre Chenal : le routier
- 1940 : La Fille du puisatier de Marcel Pagnol : le teinturier
- 1941 : Parade en sept nuits de Marc Allégret : non crédité
- 1941 : Remorques de Jean Grémillon : Gabriel Tanguy, le second du Cyclone
- 1942 : La Fausse Maîtresse d'André Cayatte : Casimir, le patron du salon de coiffure et rugbyman
- 1942 : Simplet de Carlo Rim et Fernandel : M. Malandron
- 1942 : La Bonne Étoile de Jean Boyer : un pêcheur
- 1943 : Lumière d'été de Jean Grémillon : Vincent
- 1943 : Après l'orage de Pierre-Jean Ducis
- 1943 : Le soleil a toujours raison de Pierre Billon
- 1943 : Le Val d'enfer de Maurice Tourneur : Cagnard
- 1944 : L'Île d'amour de Maurice Cam : le contrebandier
- 1944 : Cécile est morte de Maurice Tourneur : Monfils
- 1945 : Naïs de Marcel Pagnol et Raymond Leboursier : Henri Bernier
- 1946 : Le Charcutier de Machonville de Vicky Ivernel : le bouliste niçois
- 1947 : Quai des Orfèvres d'Henri-Georges Clouzot : Poitevin, l'employé de la SNCF
- 1947 : Coups de soleil, court métrage de Marcel Martin
- 1948 : Colomba d'Émile Couzinet
- 1948 : Les Amants de Vérone d'André Cayatte : le patron de la verrerie
- 1949 : L'Épave de Willy Rozier : Raymond la Douleur
- 1949 : Prélude à la gloire de Georges Lacombe : le caissier
- 1952 : Manon des sources de Marcel Pagnol : Pamphile, le menuisier
- 1952 : Le Club des 400 coups de Jacques Daroy : le garde
- 1953 : Carnaval d'Henri Verneuil : Lambrequin, l'entrepreneur
- 1954 : Le Tournant dangereux de Robert Bibal
- 1955 : Port du désir d'Edmond T. Gréville, un homme du bateau 'le Goéland'
- 1955 : Les salauds vont en enfer de Robert Hossein : le pompiste
- 1958 : L'Eau vive de François Villiers : l'oncle Simon, berger
- 1958 : Archimède le clochard de Gilles Grangier : le gendarme sur la Côte d'Azur
- 1959 : Toi, le venin de Robert Hossein : l'inspecteur de police
- 1959 : Les Yeux sans visage de Georges Franju : l'homme de la fourrière
- 1959 : Le Déjeuner sur l'herbe de Jean Renoir : Gaspard
- 1960 : Classe tous risques de Claude Sautet : M. Bénazet
- 1961 : Une aussi longue absence d'Henri Colpi : Fernand, un client du café
- 1961 : Le Soleil dans l'œil de Jacques Bourdon
- 1962 : La Vendetta de Jean Chérasse : Sosthène, un partisan de Corti
- 1962 : Mon oncle du Texas de Robert Guez : le père
- 1963 : Le Glaive et la Balance d'André Cayatte : Jules, le conducteur du bateau à moteur
- 1963 : Le Roi du village d'Henri Gruel
- 1965 : Dis-moi qui tuer d'Étienne Périer : un poivrot
- 1966 : Le Jardinier d'Argenteuil de Jean-Paul Le Chanois : Monsieur Arnaud

### Télévision
- 1959 : Les Cinq Dernières Minutes, épisode Dans le pétrin de Claude Loursais (série) : le coiffeur
- 1959 : En votre âme et conscience, épisode : Les Frères Rorique ou l'Enigme des îles de Jean Prat
- 1964 : 325 000 francs  de Jean Prat (téléfilm) : Jambe d'Argent
- 1966 : Cécilia, médecin de campagne d'André Michel (série) : Cahuzac, le maire
- 1967 : Saturnin Belloir de Jacques-Gérard Cornu (série)
- 1968 : Les Diables au village d'Yves Bernardou (série) : Maître Bonnefe
- 1968 : Les Demoiselles de Suresnes, série de Pierre Goutas
- 1969 : Fortune d'Henri Colpi (feuilleton) : le vieux Dickinson
- 1969 : Jacquou le croquant de Stellio Lorenzi (feuilleton) : Jansou

## Publication
Mémoires cinématographiques et culinaires :
- Charles Blavette (préface de Marcel Pagnol), Ma Provence en cuisine, Éditions Jeanne Laffitte, Marseille, 2002,  (ISBN 2-86276-386-1) (réimpression de l'édition originale de France-Empire de 1961).